# عنکبوت‌های جنوب شیلی
عنکبوت‌های جنوب شیلی (Austrochilidae) نام خانواده‌ای از عنکبوتها است.
این خانواده ۳ سرده و ۹ گونه را دربر می‌گیرد.